# Merchant Taylors’ School (Crosby)

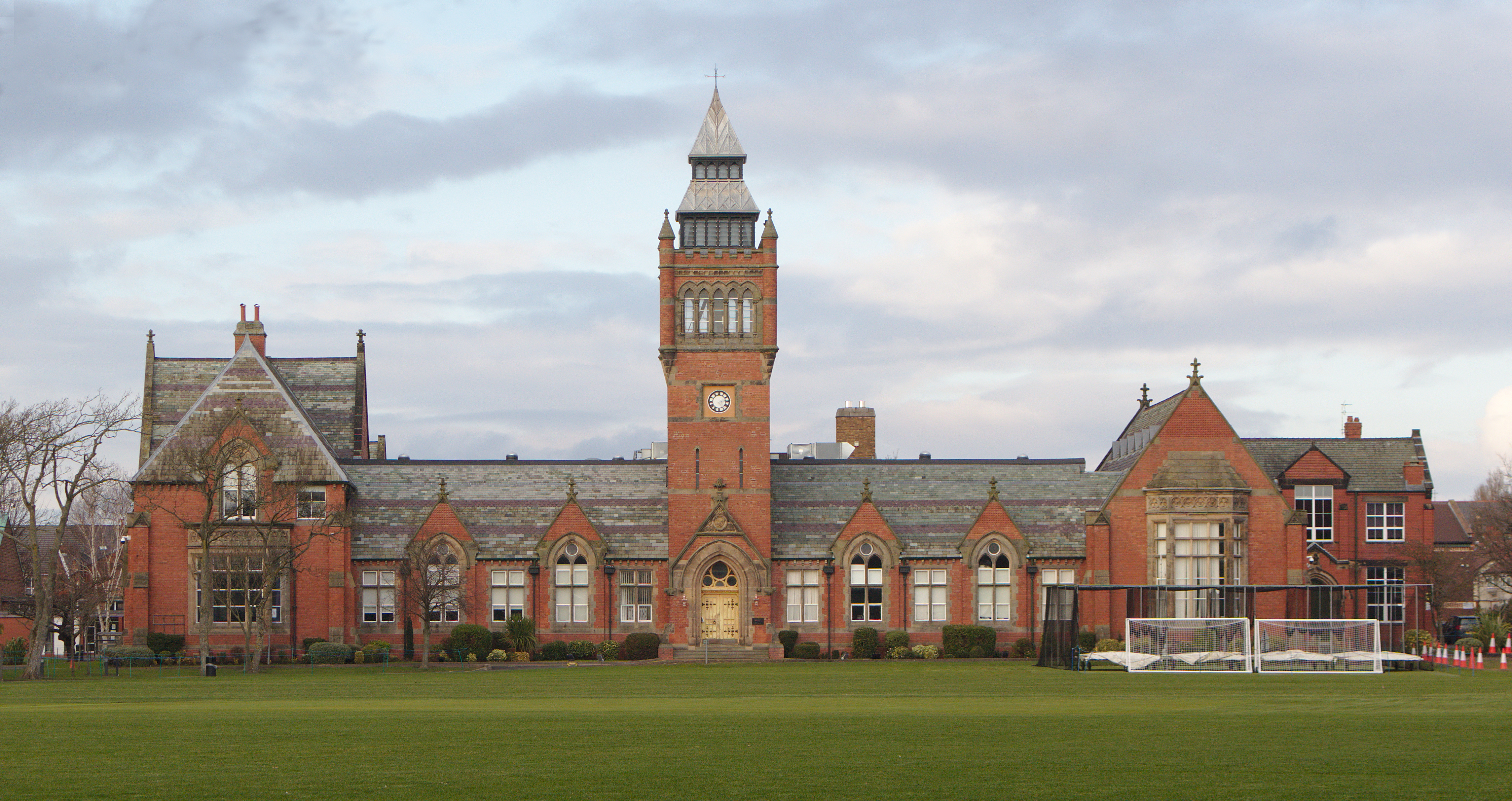
Hauptgebäude der Merchant Taylors’ School

Die Merchant Taylors' School, Crosby (auch bekannt als Merchant Taylors' School for Boys, Crosby) ist eine britische Independent School in Crosby, Merseyside.

## Geschichte
Die Schule wurde 1620 aus dem Vermögen von John Harrison, einem Mitglied der Merchant Taylor Company in London gegründet. Harrison war in Crosby geboren worden und die Schule stand bis 1910 unter der Aufsicht der Merchant Taylor Company. Auf Mitglieder der Merchant Taylor Company geht auch die Merchant Taylors’ School in Northwood zurück, so wie weitere Schulen in Macclesfield und Wolverhampton. Die Schule in Crosby befindet sich seit 1878 an ihrem jetzigen Ort und damit knapp 1000 m entfernt von ihrem ursprünglichen Schulort. Das ursprüngliche Schulgelände ist heute ein Teil der Merchant Taylors' Girls' School, Crosby, die 1888 gegründet wurde.

## Gegenwart
Bis in das späte 20. Jh. war der Schule ein Internat angegliedert, doch heute ist dieses geschlossen. Die Schule hat heute 800 Schüler im Alter von 11 bis 19 Jahren. Der Schultag an der Merchant Taylor School ist länger als der Schultag an staatlichen Schulen, dies hat zur Folge, dass die Schulferien oft länger sind, als an den staatlichen Schulen.
Die Schule erhebt Schulgebühren von 8928 £ pro Jahr (Stand Schuljahr 2010/2011). Etwa 20 % der Schüler erhalten ein Stipendium, das die Gebühren ganz oder zum Teil abdeckt.
Die Absolventen der Schule erhalten fast alle Studienplätze an Universitäten, die die zu den besten in Großbritannien gehören und auch Studienplätze an den Universitäten von Oxford und Cambridge werden jedes Jahr an Absolventen der Schule vergeben.

## Bekannte ehemalige Schüler
Die ehemaligen Schüler sind als "Old Crosbeians" bekannt.
Zu den bekannten ehemaligen Schülern gehören:
- James Allen, Formel-1-Kommentator
- Alan Blackshaw, Bergsteiger
- George Downing, größter gewerblicher Vermieter in Liverpool und Besitzer des Port of Liverpool Gebäudes
- Simon Jack, BBC Reporter
- Ben Kay, Nationalspieler für England im Rugby
- Robert Runcie, Erzbischof von Canterbury (1980 to 1991).
- Bertie Wilson, Zweiter Ingenieur der Titanic.
- George Edward Kruger Gray, Designer.
- Bruce Kenrick, Gründer der Obdachlosenhilfsorganisation "Shelter"